# Geitoneura acantha
Geitoneura acantha är en fjärilsart som beskrevs av Donovan 1805. Geitoneura acantha ingår i släktet Geitoneura och familjen praktfjärilar. Inga underarter finns listade i Catalogue of Life.

## Bildgalleri

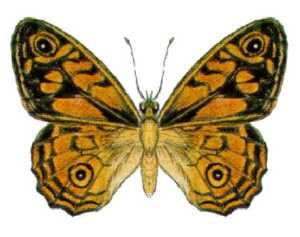